# 朝の来ない夜に抱かれて -ETERNAL NIGHT-
『朝の来ない夜に抱かれて -ETERNAL NIGHT-』（あさのこないよるにだかれて エターナル ナイト）は、2002年6月20日にF&C・FC03より発売された美少女ゲーム。日本古来の伝承やクトゥルー神話を題材にした伝奇アドベンチャーゲーム。また、2008年11月28日にDLsite.comでダウンロード版が独占先行販売された。

## ストーリー
198X年。山間の田舎町・瓜葉市の瓜葉峠で発生した路線バス転落事故で、相馬美空は一命を取り留めたものの、母親を喪い、叔母の家に引き取られる。その二年後、叔母の家の土蔵に籠って泣いていた彼女は、ちょうど遊びに来ていた少年・八雲辰人と出逢い、友人になる。
それから11年後のある日、美空と共に化物に襲われ、命を落としかけた辰人は邪神をその身に宿すことにより一命を取り留める。そして、その邪神無貌の神との盟約により異界の化物を退治してまわることとなる。

## 登場人物

### 主要な人物
八雲 辰人（やくも たつと）
声：ルネッサンス山田
主人公。その身に邪神を宿し化物と戦う。意外にも料理の腕は抜群。
草馬 美空（そうま みそら）
声：かわしまりの
辰人の幼馴染。辰人とは友達以上恋人未満の関係ヤキモチ焼き。父が草馬流居合術の師範で、美空自身もかなりの腕前であり、剣道部の後輩に慕われている。
華蔵 都子（かぐら みやこ）
声：草柳順子
辰人の化物退治をサポートする少女。常に本を抱えている。外見に反して生意気で毒舌家。
吾妻 珠姫（あがつま たまき）
声：鳩野比奈
辰人の後輩。転校生。明るく社交的だが、母の仕事の関係で転校が多く、友人が上手く作れない。
パトリシア・ストローフィールド
声：水都いずみ
教師、担当は古典。日本古来の伝承、怪奇現象、UMAなど不思議なもの全般に詳しく、愛着と浪漫を感じている。

### 次要な人物
石船 ゆかり
声：三重野亜未
辰人の従妹。辰人の子分的存在で、過去にトラウマを植えつけられたとかで辰人を恐れている。能天気で嫌な事は忘れっぽく明るい性格だが、うっかり色々と口を滑らしてしまう。
草馬 優子
声：歌織
美空の叔母。優しくも厳しい日本女性。「おばさん」は禁句。
八雲 泰造
声：東十条
辰人の父。元は大学教授だったが、妻の死後は彼女の神社を継いで宮司を行い、男手一つで辰人を育ててきた。
氷川 亨
声：亜崎敬司
美術教師。パトリシアの恋人。クールだが利己的。本業は彫刻家で教師は生活の糧と割り切っており、教育熱心ではない。
卯 里子
声：長崎みなみ
八雲 桐絵
声：長崎みなみ
榊原 南美
声：西田こむぎ

## 舞台・用語
瓜葉市
本作の舞台。山間部に位置する長閑な田舎町。地元には鬼に関する幾つかの伝承が残されている。市街と外部を繋ぐルートの一つである瓜葉峠では後述の路線バス転落事故が発生した。
学園
辰人たちが通う高校。ごく平凡な学園。制服は男子は黒の学ランに近いタイプのもの、女子は赤を基調としたブレザーを採用する。学園の図書館は異界の図書館に繋がっているが、辰人たち数人しかそれを知る者はいない。
瓜葉峠路線バス転落事故
80年代後半に、市郊外の山中を通る瓜葉峠で発生したバス事故。乗客複数を乗せた路線バスが何らかの原因で崖下に転落。車体は炎上し、36時間(約二日半)に渡って炎上し続けた。そのため乗員・乗客の生存は絶望視されていたが、その後の捜索で、三人の幼い子供の生存が確認された。物語の始まりとなる事故で、この事故によって紅葉は母親を亡くしている。

## スタッフ
- シナリオ：素浪人、弘森魚
- 原画：てくてく